# Campionato mondiale femminile under 19 di calcio 2004
Il Campionato mondiale femminile under 19 di calcio 2004 è stata la seconda edizione ufficiale della manifestazione, programmato fra il 10 e il 27 novembre 2004 in Thailandia. Fu l'ultima edizione riservata a formazioni nazionali di calcio femminile composte da giocatrici di età non superiore a 19 anni, sostituita dall'edizione successiva, la 2006, dal nuovo regolamento relativo al Mondiale Under-20, che ammettevano le atlete qualificate nei vari campionati continentali gestiti dalle federazioni locali.
Il torneo venne disputato in quattro diversi impianti sportivi siti nel paese asiatico, due nella capitale Bangkok, e gli altri a Chiang Mai e Phuket, e vide la vittoria della Germania, nonché l'affermazione individuale della brasiliana Marta, che si aggiudicò l'Adidas Golden Ball in qualità di Most Valuable Player, e della canadese Brittany Timko, che grazie alle 7 reti sigliate su 4 incontri si aggiudicò il Golden Boot.

## Stadi
| Bangkok Chiang Mai Phuket | Bangkok                      | Bangkok               | Chiang Mai                | Phuket           |
| ------------------------- | ---------------------------- | --------------------- | ------------------------- | ---------------- |
| Bangkok Chiang Mai Phuket | Rajamangala National Stadium | Suphachalasai Stadium | 700th Anniversary Stadium | Surakul Stadium  |
| Bangkok Chiang Mai Phuket | Capienza: 65.000             | Capienza: 35.000      | Capienza: 25.000          | Capienza: 15.000 |
| Bangkok Chiang Mai Phuket |                              |                       |                           |                  |

## Squadre e qualificazioni

### Squadre qualificate
I posti sono stati ripartiti come segue dalle confederazioni: CAF (1), AFC (2), UEFA (4), CONCACAF (2), CONMEBOL (1), OFC (1), più la nazione organizzatrice (1).
| Continente                                   | Confederazione Torneo di qualificazione | Qualificate                   |
| -------------------------------------------- | --------------------------------------- | ----------------------------- |
| Africa                                       | CAF                                     | Nigeria                       |
| Asia                                         | AFC                                     | Cina Corea del Sud            |
| Europa                                       | UEFA                                    | Germania Italia Russia Spagna |
| America del Nord, America centrale e Caraibi | CONCACAF                                | Canada Stati Uniti            |
| Oceania                                      | OFC                                     | Australia                     |
| America del Sud                              | CONMEBOL                                | Brasile                       |
| Nazione organizzatrice                       | Nazione organizzatrice                  | Thailandia                    |

## Fase a gironi

### Gruppo A
| Squadra    | P.ti | G | V | N | P | GF | GS | DR  |
| ---------- | ---- | - | - | - | - | -- | -- | --- |
| Germania   | 7    | 3 | 2 | 1 | 0 | 13 | 3  | +10 |
| Canada     | 7    | 3 | 2 | 1 | 0 | 12 | 4  | +8  |
| Australia  | 3    | 3 | 1 | 0 | 2 | 6  | 6  | 0   |
| Thailandia | 0    | 3 | 0 | 0 | 3 | 0  | 18 | -18 |

| Arbitro: | Martha Toro |

|  |           |                                                                  |
|  | Marcatori | 10’ Mittag 12’ 41’ Goeßling 17’ 24’ Okoyino Da Mbabi 43’ Laudehr |

| Arbitro: | Alexandra Ihringova |

|              |           |                |
| McCallum 49’ | Marcatori | 14’, 19’ Timko |

| Arbitro: | Maria Ortega |

|                                               |           |  |
| Okoyino Da Mbabi 4’ Mittag 26’ 73’ Blässe 85’ | Marcatori |  |

| Arbitro: | Anna De Toni |

|                                                                  |           |  |
| Dennis 11’ Timko 25’ 35’ 56’ Robinson 33’ Maranda 46’ Jamani 54’ | Marcatori |  |

| Arbitro: | Sarah Girard |

|                            |           |                                |
| Hanebeck 4’ Mittag 10’ 37’ | Marcatori | 40’ Lang 42’ Maranda 63’ Timko |

| Arbitro: | Mayumi Oiwa |

|                                                              |           |  |
| McCallum 10’ 19’ Wiwasukhu 26’ (OG) Ledbrook 45’ Kuralay 55’ | Marcatori |  |

### Gruppo B
| Squadra | P.ti | G | V | N | P | GF | GS | DR |
| ------- | ---- | - | - | - | - | -- | -- | -- |
| Brasile | 6    | 3 | 2 | 0 | 1 | 6  | 5  | +1 |
| Cina    | 6    | 3 | 2 | 0 | 1 | 4  | 3  | +1 |
| Nigeria | 4    | 3 | 1 | 1 | 1 | 4  | 4  | 0  |
| Italia  | 1    | 3 | 0 | 1 | 2 | 3  | 5  | -2 |

| Arbitro: | Sarah Girard |

|  |           |                |
|  | Marcatori | 77’ Zhang Ying |

| Arbitro: | Hong Eun-Ah |

|           |           |                            |
| Ricco 64’ | Marcatori | 11’ (Aut.) Costi 84’ Kelly |

| Arbitro: | Jacqui Melksham |

|                          |           |           |
| Wang Kun 52’ Xu Yuan 82’ | Marcatori | 24’ Ricco |

| Arbitro: | Virginia Tovar |

|                         |           |                             |
| Marta 55’ Cristiane 83’ | Marcatori | 9’ Uwak 14’ Godwin 90’ Sabi |

| Arbitro: | Alexandra Ihringova |

|                |           |                         |
| Lou Xiaoxu 53’ | Marcatori | 38’ Marta 47’ Cristiane |

| Arbitro: | Martha Toro |

|             |           |          |
| Manieri 68’ | Marcatori | 88’ Sabi |

### Gruppo C
| Squadra       | P.ti | G | V | N | P | GF | GS | DR |
| ------------- | ---- | - | - | - | - | -- | -- | -- |
| Stati Uniti   | 9    | 3 | 3 | 0 | 0 | 8  | 1  | +7 |
| Russia        | 3    | 3 | 1 | 0 | 2 | 5  | 7  | -2 |
| Corea del Sud | 3    | 3 | 1 | 0 | 2 | 3  | 5  | -2 |
| Spagna        | 3    | 3 | 1 | 0 | 2 | 3  | 6  | -3 |

| Arbitro: | Antonia Kokotou |

|  |           |                                          |
|  | Marcatori | 15’ (rig.) Woznuk 17’ Rodriguez 72’ Gray |

| Arbitro: | Pannipar Kamnueng |

|                                                      |           |           |
| Terechova 10’ Sočneva 36’ Petrova 76’ Gil 88’ (aut.) | Marcatori | 24’ Zufía |

| Arbitro: | Mayumi Oiwa |

|                                              |           |             |
| Woznuk 2’ (rig.) Rostedt 25’ 60’ Rapinoe 63’ | Marcatori | 46’ Sočneva |

| Arbitro: | Deidre Mitchell |

|               |           |             |
| Boho 19’, 57’ | Marcatori | 72’ Park E. |

| Arbitro: | Virginia Tovar |

|             |           |  |
| Rostedt 44’ | Marcatori |  |

| Arbitro: | Jacqui Melksham |

|  |           |                     |
|  | Marcatori | 21’ Lee 55’ Park H. |

## Fase a eliminazione diretta

### Tabellone
|  | Quarti di finale         | Quarti di finale      |                       |         | Semifinali                | Semifinali                |  |  | Finale                | Finale |
|  |                          |                       |                       |         |                           |                           |  |  |                       |        |
|  | 21 novembre - Chiang Mai |                       |                       |         |                           |                           |  |  |                       |        |
|  |                          |                       |                       |         |                           |                           |  |  |                       |        |
|  | Germania                 | 1 (5)                 |                       |         |                           |                           |  |  |                       |        |
|  | Germania                 | 1 (5)                 | 24 novembre - Bangkok |         |                           |                           |  |  |                       |        |
|  | Nigeria                  | 1 (4)                 |                       |         |                           |                           |  |  |                       |        |
|  | Nigeria                  | 1 (4)                 | Germania              | 3       |                           |                           |  |  |                       |        |
|  | 21 novembre - Chiang Mai |                       | Germania              | 3       |                           |                           |  |  |                       |        |
|  |                          | Stati Uniti           | 1                     |         |                           |                           |  |  |                       |        |
|  | Stati Uniti              | Stati Uniti           | 1                     | 2       |                           |                           |  |  |                       |        |
|  | Stati Uniti              |                       | 27 novembre - Bangkok | 2       |                           |                           |  |  |                       |        |
|  | Australia                | 0                     |                       |         |                           |                           |  |  |                       |        |
|  | Australia                | 0                     | Germania              | 2       |                           |                           |  |  |                       |        |
|  | 21 novembre - Bangkok    |                       | Germania              | 2       |                           |                           |  |  |                       |        |
|  |                          | Cina                  | 0                     |         |                           |                           |  |  |                       |        |
|  | Brasile                  | Cina                  | 0                     | 4 (dts) |                           |                           |  |  |                       |        |
|  | Brasile                  | 24 novembre - Bangkok |                       | 4 (dts) |                           |                           |  |  |                       |        |
|  | Russia                   | 2                     |                       |         |                           |                           |  |  |                       |        |
|  | Russia                   | 2                     | Brasile               | 0       | Finale per il terzo posto | Finale per il terzo posto |  |  |                       |        |
|  | 21 novembre - Bangkok    |                       | Brasile               | 0       | Finale per il terzo posto | Finale per il terzo posto |  |  |                       |        |
|  |                          | Cina                  | 2                     |         |                           |                           |  |  |                       |        |
|  | Canada                   | Cina                  | 2                     | 1       | Stati Uniti               | 3                         |  |  |                       |        |
|  | Canada                   |                       |                       | 1       | Stati Uniti               | 3                         |  |  |                       |        |
|  | Cina                     | 3                     |                       | Brasile | 0                         |                           |  |  |                       |        |
|  | Cina                     | 3                     |                       |         | 0                         |                           |  |  |                       |        |
|  |                          |                       |                       |         |                           |                           |  |  | 27 novembre - Bangkok |        |
|  |                          |                       |                       |         |                           |                           |  |  |                       |        |

### Quarti di finale
| Arbitro: | Maria Ortega |

|                                        |                      |                                |
| Mittag 86’                             | Marcatori            | 35’ Udoh                       |
| Hanebeck Hauer Thomas Mittag Behringer | Tiri di rigore 5 – 4 | Iwuagwu Sike Udoh Godwin Yusuf |

| Arbitro: | Pannipar Kamnueng |

|                                             |           |                             |
| Marta 42’ Cristiane 90+4’ Sandra 114’, 117’ | Marcatori | 29’ Cybutovič 61’ Tsidikova |

| Arbitro: | Mayumi Oiwa |

|                           |           |  |
| Rodriguez 54’ Rapinoe 68’ | Marcatori |  |

| Arbitro: | Anna De Toni |

|           |           |                              |
| Timko 63’ | Marcatori | 3’ (rig.), 21’ Zhang 65’ Liu |

### Semifinali
| Arbitro: | Anna De Toni |

|                                      |           |                  |
| Krahn 11’ Behringer 69’ Hanebeck 82’ | Marcatori | 16’ (aut.) Krahn |

| Arbitro: | Alexandra Ihringova |

|  |           |              |
|  | Marcatori | 11’, 42’ Lou |

### Finale terzo posto
| Arbitro: | Sarah Girard |

|                                  |           |  |
| Hanks 21’ Rapinoe 27’ Woznuk 73’ | Marcatori |  |

### Finale
| Arbitro: | Virginia Tovar |

|                          |           |  |
| Laudehr 4’ Behringer 83’ | Marcatori |  |

## Classifica marcatori
| Gol |  |  | Giocatore              | Squadra     |
| --- |  |  | ---------------------- | ----------- |
| 7   |  |  | Brittany Timko         | Canada      |
| 6   |  |  | Anja Mittag            | Germania    |
| 3   |  |  | Angie Woznuk           | Stati Uniti |
| 3   |  |  | Collette McCallum      | Australia   |
| 3   |  |  | Marta                  | Brasile     |
| 3   |  |  | Lou Xiaoxu             | Cina        |
| 3   |  |  | Megan Rapinoe          | Stati Uniti |
| 3   |  |  | Jessica Rostedt        | Stati Uniti |
| 3   |  |  | Zhang Ying             | Cina        |
| 3   |  |  | Célia Okoyino da Mbabi | Germania    |
| 3   |  |  | Cristiane              | Brasile     |

## Premi
Al termine del torneo sono stati assegnati questi premi:
| Pallone d'oro         | Pallone d'argento | Pallone di bronzo |
| --------------------- | ----------------- | ----------------- |
| Marta                 | Angie Woznuk      | Anja Mittag       |
| Scarpa d'oro          | Scarpa d'argento  | Scarpa di bronzo  |
| Brittany Timko        | Anja Mittag       | Angie Woznuk      |
| 7 goal                | 6 goal            | 3 goal            |
| Premio Fair Play FIFA |                   |                   |
| Stati Uniti           |                   |                   |